# Damian Andrzej Muskus
Damian Andrzej Muskus, O.F.M. (Nowa Sarzyna, 6 de setembro de 1967) é um clérigo polonês e bispo auxiliar da Arquidiocese de Cracóvia.

## Vida
Ele nasceu em 6 de setembro de 1967 em Nowa Sarzyna, e passou sua infância em Leżajsk. Em 1986 formou-se no Complexo de Escolas Secundárias. Bolesław Chrobry em Leżajsk e ingressou na Ordem dos Frades Menores da Província Bernardina. Após um ano de noviciado no mosteiro de Leżajsk, no Santuário de Nossa Senhora da Consolação, em 9 de setembro de 1987, fez os primeiros votos religiosos. Ele fez seus votos perpétuos em 4 de outubro de 1991. Em 1987–1993, estudou filosofia e teologia nos primeiros dois anos no Seminário Maior. Bernardines em Cracóviae outros quatro em Kalwaria Zebrzydowska. Ele foi ordenado presbítero em 12 de Junho de 1993, na Basílica de Nossa Senhora dos Anjos em Kalwaria Zebrzydowska pelo Arcebispo Metropolitano de Lviv, Marian Jaworski. Nos anos 1994-1998, ele continuou seus estudos em catequese na Faculdade de Teologia da Universidade Católica de Lublin, onde, com base em sua dissertação, a Escola tornou-se um ambiente catequético. Estudo interdisciplinar Catequístico recebeu um doutoramento das ciências teológicas.
No primeiro ano após a ordenação, ele trabalhou como catequista em Kalwaria Zebrzydowska. No Seminário Maior de Bernardynów em Kalwaria Zebrzydowska nos anos 1998–2002 foi vice-mestre dos irmãos clericais e nos anos 2002–2005 ocupou o cargo de reitor. De 2002 a 2005 foi o guardião do mosteiro de São Francisco em Kalwaria Zebrzydowska, então de 2005 a 2011 foi o guardião do convento de Nossa Senhora dos Anjos e o guardião da Paixão e do santuário mariano em Kalwaria Zebrzydowska.
Em 16 de julho de 2011, o Papa Bento XVI o nomeou bispo auxiliar da Arquidiocese de Cracóvia com a residência de bispo de Amaia. Ele foi ordenado bispo com Grzegorz Rysio em 28 de setembro de 2011 na Catedral de Wawel. O consagrador foi o Cardeal Stanisław Dziwisz, Arcebispo Metropolita de Cracóvia, e os co-consagradores foram os Cardeais Franciszek Macharski, Arcebispo Sênior de Cracóvia, e Stanisław Ryłko, presidente do Pontifício Conselho para os Leigos. Como grito de bispo, ele adotou as palavras " Ecce Mater Tua”( Eis a tua mãe ).
Na Conferência Episcopal Polonesa, ele se tornou membro da Equipe para os Movimentos de Entronização e do Conselho para a Pastoral Juvenil, bem como o vice-presidente da Comissão Organizadora da Visita do Santo Padre à Polônia em 2016.
Damian Muskus foi o coordenador-chefe da Jornada Mundial da Juventude de 2016 em Cracóvia.